# Otava (Žďárské vrchy)
Otava je vrchol s nadmořskou výškou 735 m a výškový bod Hornosvratecké vrchoviny v její severozápadní části nazvané Žďárské vrchy, na území geomorfologického okrsku Borovský les v regionálním členění georeliéfu (tvaru zemského povrchu) Česka. Vrchol je také uváděn v mapách pod názvem Otavův kopec.
Vrch (kopec) ve tvaru široké kupy, výrazný zejména od jihu, tvořený dvojslídným svorem a na jižním svahu migmatitem až ortorulou svrateckého kristalinika, s vrcholovou částí na hlavním evropském rozvodí, je v rozsahu celé své plochy zvláště chráněným územím, součástí Chráněné krajinné oblasti Žďárské vrchy na severovýchodě Českomoravské vrchoviny.
Česká státní trigonometrická síť uvádí zaměřený trigonometrický bod (č. 42 triangulačního listu 2420) s názvem Otavův kopec a geodetickým označníkem s nivelací určenou nadmořskou výškou 734,49 m, žulový terénní patník se nachází na louce před meteorologickou stanicí, objektem Českého hydrometeorologického ústavu u místní komunikace.
Vrchol s výškovým bodem leží z hlediska administrativně správního na katastrálním území obce Svratouch v okrese Chrudim náležejícím do Pardubického kraje v České republice.

## Geografie
Vrchol kopce se nachází na rozsahem malé plošině s loukami v obci Svratouch, přibližně ve vzdálenosti 1,4 km na severo-severozápad (351 °) od věže evangelického kostela v obci a 420 m severo-severovýchodně (76°) od silnice II/354 (Svratouch – Krouna), u odbočky do Čachnova na vrcholu podélného sedla v horní části Svratouchu. Vrchol sedla v nadmořské výšce 708 m odděluje dva vrcholy s názvy Otava (735 m n. m.) a U oběšeného (738 m n. m.) a také krajinné oblasti (přírodní regiony) Hornosvratecké vrchoviny a Železných hor.

## Geomorfologie a přírodní poměry
Vrchol je výškovým bodem současně tří řádově odlišných geomorfologických jednotek. V rámci regionálního členění georeliéfu systémově provedeného pro celé území Česka je vrch (kopec) součástí Borovského lesa, geomorfologického okrsku (řádově nejnižší geomorfologické jednotky) tvořícího spolu s dalšími třemi okrsky (Pohledeckoskalská vrchovina, Devítiskalská vrchovina, Milovská kotlina) skladebnou část geomorfologického podcelku s názvem Žďárské vrchy v severozápadní části geomorfologického celku Hornosvratecká vrchovina.
Po hřbetnici od vrcholu probíhá rozvodnice hlavního evropského rozvodí Labe – Dunaj (úmoří Severního moře a Černého moře). Svahy vrchu ve směru jihovýchodním, do údolí k potoku Brodek, až jižním, v obci Svratouch, poměrně prudce klesají, západním směrem jen do úrovně kolem 707 m n. m. v horní části Svratouchu, k vrcholu úzkého sedla, které odděluje Otavův kopec od vrcholu U oběšeného.
Vrchol sedla tvoří současně rozhraní dvou geomorfologických celků s názvy Hornosvratecká vrchovina (vrchol Otava) a Železné hory (vrchol U oběšeného). Hranice mezi geomorfologickými celky (ve směru sever – jih) pokračují od vrcholu sedla v linii údolnic, severním směrem zhruba podél koryta řeky Krounky až na úroveň lesa nad obcí Krouna, odkud velkým obloukem po okraji lesa směřuje k Čachnovu a v jižním směru, přibližně nad korytem potoka Svratouch / Řivnáč, klesá do údolí k řece Svratce a od ní proti směru jejího toku pokračuje na Herálec.

### Geologie
Geologické podloží vrchu tvoří svor, na severním úbočí amfibolit, více na severozápad skarn se zajímavou geologickou lokalitou, kde byla v minulosti těžena hornina na železnou rudu a také prováděn geologický průzkum na uranovou rudu. Východně pod vrcholem se nachází migmatit a ortorula, na jihu kvarcit.

### Vegetace
Vrcholovou část pokrývají louky a zemědělsky obdělávané pole, částečně s roztroušenými dřevinami po úbočích, podél přístupové pozemní komunikace k vrcholu účelově vysazenými. Na severním svahu pod vrcholovou částí se táhne souvislý pás křovin podél silnice vedoucí ze sedla v horní části Svratouchu směrem k Čachnovu. Pod ní jsou vysázeny souvislé lesní porosty v polesí Stará obora.

### Vodstvo
Rozvodnice hlavního evropského rozvodí Labe (úmoří Severního moře) – Dunaj (úmoří Černého moře), procházející přes vrchol, pokračuje po hřbetnici severovýchodním směrem k výškovému bodu 712 m n. m. (trigonometrický bod s názvem Březina a nivelací určenou nadmořskou výškou 711,59 m, na mapě bezejmenná kóta v lokalitě U Štorka) a západním směrem k vrcholu sedla v horní části Svratouchu, od něho míří k vrcholu U oběšeného.
Severozápadně od vrcholu na podmáčených loukách v okrajové části polesí Stará obora se nachází rozsáhlé prameniště řeky Krounky, vodoteč stéká v zářezu po úbočí v části meandrujícího koryta směrem k obci Krouna (od ní odvozeno jméno řeky), náležející do povodí řeky Chrudimky. Filipovský pramen hlavní zdrojnice Chrudimky leží ve vzdálenosti 1,6 km severo-severozápadně od vrcholu, na okraji polesí Humperky.
Východní a jižní svahy Otavova kopce odvodňují potoky, levostranné přítoky řeky Svratky, náležející do povodí Moravy. Řeka protéká údolím na jih od vrcholu, katastrálním územím města Svratky. V údolí na východ od vrcholu leží část rozsáhlého prameniště potoka Brodek (levostranný přítok potoka Svratouch / Řivnáč), vodami napájí průtočný rybník Chochol ve Svratouchu, vybudovaný na jihovýchod od vrcholu.

## Výstup na vrchol
Turistická značená trasa není na vrchol vedena. Vrcholová část s loukami a zemědělsky obdělávanými poli je dostupná po místní komunikaci, odbočující ze silnice II/354 v horní části obce Svratouch směrem k meteorologické stanici, objektu Českého hydrometeorologického ústavuna vrcholu Otavova kopce. Výškový trigonometrický bod leží zhruba 20 m od silnice ve volném terénu na sezónně sečené louce.
Vrcholová část přístupná (řazeno podle vzdálenosti):
- od autobusové zastávky „Svratouch, horní“ po místní komunikaci, vzdálenost 700 m
- od rozcestníku na turistické trase v dolní části obce Svratouch, žlutě značená Klubem českých turistů (úsek Svratouch – Čachnov), vzdálenost zhruba 1,8 km
- z turistické zeleně značené trasy Klubu českých turistů (úsek Čachnov – Filipovský pramen řeky Chrudimky – Kameničky), od okraje lesní lokality Humperky, neznačenou polní cestou kolem přírodní památky U Tučkovy hájenky, vzdálenost asi 1,9 km

Vrchol uveden na turistické mapě Žďárské vrchy (mapový list č. 48, měřítko 1:50 000), vydané v edici Klubu českých turistů.

### Zajímavosti spojené s vrcholem
Ve vrcholové části vybudována meteorologická stanice Českého hydrometeorologického ústavu, doplněná později webovou kamerou monitorující počasí v oblasti Svratouchu (meteorologické údaje z kamery jsou dostupné on-line). Objektiv kamery směrován na jih, přibližně do prostoru mezi Louckého kopec (701 m n. m.) a Peškův vrch (717 m n. m.), s rozeznatelnými vrcholy Devět skal (836 m n. m.) a Žákova hora (810 m n. m.). 
Severně od vrcholu Otavy, v mírně zvlněném terénu na louce s náletovými dřevinami, bylo provozováno rozsahem malé paintballové hřiště.
Na vojenských mapách při tzv. 3. vojenském mapování, z doby Rakouska-Uherska, vrchol s nivelací 734 m n. m. označili tehdejší kartografové názvem „Otawa".

## Rozhledová místa
Vrcholová část je rozhledovým místem, v turistické mapě vyznačeno topografickou značkou. Výhled je omezen především výškou lesního porostu směrem na sever a také budovou meteorologické stanice. V dohledu lokality Chráněné krajinné oblasti Žďárské vrchy na území geomorfologických okrsků Borovský les, Devítiskalská vrchovina a Kameničská vrchovina.

### Výhled z vrcholové části
Sever (v rozsahu SZ – SV):
- Borovský les; značně omezený výhled, v dohledu pod vrcholem louky a okraj lesního prostoru Stará obora s přírodní památkou Bučina – Spálený kopec

Východ (v rozsahu SV – JV):
- Borovský les; pod vrcholem částečně rybník Chochol a jeho okolí, rozsáhlé vlhké louky s mokřady v části prameniště potoka Brodek, nad ním lesní masiv ve směru Spáleného kopce (766 m n. m., na vrcholu radiokomunikační věž – uváděna za nejvyšší bod spojený se zemí v geomorfologickém okrsku),[14] mohutný masiv západního úbočí vrchu s výškovým bodem Karlštejn (784 m n. m., je nejvyšším vrcholem geomorfologického okrsku), ve výhledu též některá místa sídelní lokality Karlštejn (část obce Svratouch)

Jih (v rozsahu JV – JZ):
- Borovský les; velká část obce Svratouch, nad zástavbou v dolní části obce Louckého kopec (701 m n. m.)
- Devítiskalská vrchovina; lokality nad Svratkou, vrcholy U osla (709 m n. m.), Devět skal (836 m n. m.), Žákova hora (810 m n. m.), Otrok (717 m n. m.), Šindelný vrch (806 m n. m.) a Kamenný vrch (803 m n. m.)

Západ (v rozsahu JZ – SZ):
- horní část obce Svratouch s vrcholem sedla (708 m n. m.) a oblast Kameničské vrchoviny, nejvyšší vrchol U oběšeného (738 m n. m.) a na jihozápadě Peškův vrch (717 m n. m.)

### Vzdálenost a orientace některých míst od vrcholu
- Buchtův kopec (813 m n. m., Pohledeckoskalská vrchovina) – 11,1 km (140°)
- Devět skal (836 m n. m., nejvyšší vrchol Devítiskalské vrchoviny a Žďárských vrchů) – 7,2 km (181°)
- Drátenická skála, též Dráteníčky[14] (776 m n. m., Devítiskalská vrchovina) – 9,7 km (158°)
- Kamenný vrch (803 m n. m., Devítiskalská vrchovina) – 9,7 km (229°)
- Karlštejn (výškový bod 783 m n. m., vrchol georeliéfu v nadmořské výšce 784 m dle vrstevnicové mapy, nejvyšší v Borovském lese) – 3,3 km (133°)
- Malinská skála (813 m n. m., Devítiskalská vrchovina) – 8,7 km (162°)
- U oběšeného (738 m n. m., nejvyšší vrchol Kameničské vrchoviny, Sečské vrchoviny a Železných hor) – 1,0 km (259°)
- U osla (709 m n. m., Devítiskalská vrchovina) – 3,9 km (168°)
- Žákova hora (810 m n. m., Devítiskalská vrchovina) – 9,2 km (199°)
- Geografický, přesněji geometrický střed České republiky, obec Číhošť (528 m n. m., Třebětínská pahorkatina) – 50 km (271°)
- Nejvyšší vrchol a krajní bod v georeliéfu České republiky, hora Sněžka (1603 m n. m., Slezský hřbet) – 113,2 km (349°)